# Єнісейський ВТТ СГУ
Єнісейський ВТТ СГУ (рос. ЕНИСЕЙСКИЙ ИТЛ СГУ, Енисейлаг) — підрозділ в системі ГУЛАГ, оперативне керування якого здійснювало Спеціальне головне управління Главспеццветмета (СГУ) у складі УВТТК УМВС по Красноярському краю.
Організований 07.06.47;

закритий 29.04.53.
Адреса: м.Красноярськ, п/я 122 в 1949 р.;

п/я БШ-122 в 1952-1953 рр.

## Виконувані роботи
- підземний видобуток золота,
- видобуток каменю, гравію,
- заготівля дров, будівельні роботи

## Чисельність ув'язнених
- 01.12.47 — 3956,
- 01.01.48 — 4541,
- 01.01.49 — 5673
- 10.07.52 — 1852;
- 01.04.53 — 1756